# Stacking
Stacking — приключенческая игра/головоломка, разработанная студией Double Fine Productions и изданная компанией THQ. Была выпущена в феврале 2011 года для Xbox Live Arcade и PlayStation Network. Версия для Windows вышла 6 марта 2012 года, версия для Linux — в мае 2013 года.
Игра основана на укладке русской матрёшки. Идея игры принадлежит Ли Петти, ведущему художнику, работавшему в Double Fine над игрой Brütal Legend. Петти увидел в куклах то, что могло бы заменить стандартный интерфейс, использовавшийся ранее в графических приключенческих играх. Игрок управляет Чарли Блэкмором (Charlie Blackmore) — наименьшей из матрёшек, способной помещать себя в матрёшки большего размера и использовать их способности для решения головоломок. При этом головоломки в игре могут иметь несколько решений, а также они могут включать в себя дополнительные головоломки и задачи, которые позволяют игроку исследовать мир игры вне основного сюжета.

## Сюжет
Действие происходит во времена Индустриальной эпохи. Злой промышленник, именуемый Бароном (англ. The Baron), использует детский труд. Бедствующая семья Блэкморов остаётся без последних средств к существованию, после того как отец семейства таинственно исчезает. В счёт оплаты долгов семьи всех детей кроме самого младшего, Чарли, забирают у матери и отправляют работать на Барона. Вскоре Чарли узнаёт, что его братья и сёстры вынуждены работать в качестве рабов без единого шанса на спасение. С помощью своего умения проникать внутрь других матрёшек и управлять ими, используя их уникальные способности, Чарли пытается спасти свою семью, остановить Барона и положить конец детскому труду раз и навсегда.
В 2011 году вышло сюжетное дополнение «The Lost Hobo King», с новыми локацией и набором головоломок. В нём Чарли помогает дяде бродяги Леви найти корону и стать королём бродяг.

## Геймплей
Игрок управляет наименьшей матрёшкой — Чарли Блэкмором. Оказавшись позади другой куклы, Чарли, как маленькая матрёшка, может вложиться в неё, если та на один размер больше него самого. Оказавшись в иной кукле, он может управлять её действиями, покинуть её тело или же переместиться в бо́льшую. У некоторых «уникальных» кукол есть свои особые способности — например, открывать двери, плавать или соблазнять других кукол. Таким образом, игрок на протяжении всей игры постоянно складывает и раскладывает стопку матрёшек для решения стоящих перед ним задач.
Возникающие перед игроком задачи могут иметь несколько решений, за каждое из которых предоставляется награда. Награды также ждут и по выполнении миссии, и за нахождение уникальных кукол, и за укладку особых наборов матрёшек. Награды можно посмотреть с помощью диорам, сооружённых другом Чарли, бродягой Леви (Levi).

## Рецензии и награды
| Сводный рейтинг    | Сводный рейтинг            |
| Агрегатор          | Оценка                     |
| ------------------ | -------------------------- |
| GameRankings       | X360: 85,70 % PS3: 85,36 % |
| Metacritic         | 84/100                     |
| Иноязычные издания |                            |
| Издание            | Оценка                     |
| 1UP.com            | A                          |
| Eurogamer          | 8/10                       |
| Game Informer      | 8,5/10                     |
| GameSpot           | 8,0/10                     |
| IGN                | 8,5/10                     |

Игра получила множество положительных оценок критиков, которые отмечали её привлекательный внешний вид, юмор и доступное управление.
Летом 2018 года, благодаря уязвимости в защите Steam Web API, стало известно, что точное количество пользователей сервиса Steam, которые играли в игру хотя бы один раз, составляет 248 039 человек.